# Weißenhof-Stuhl

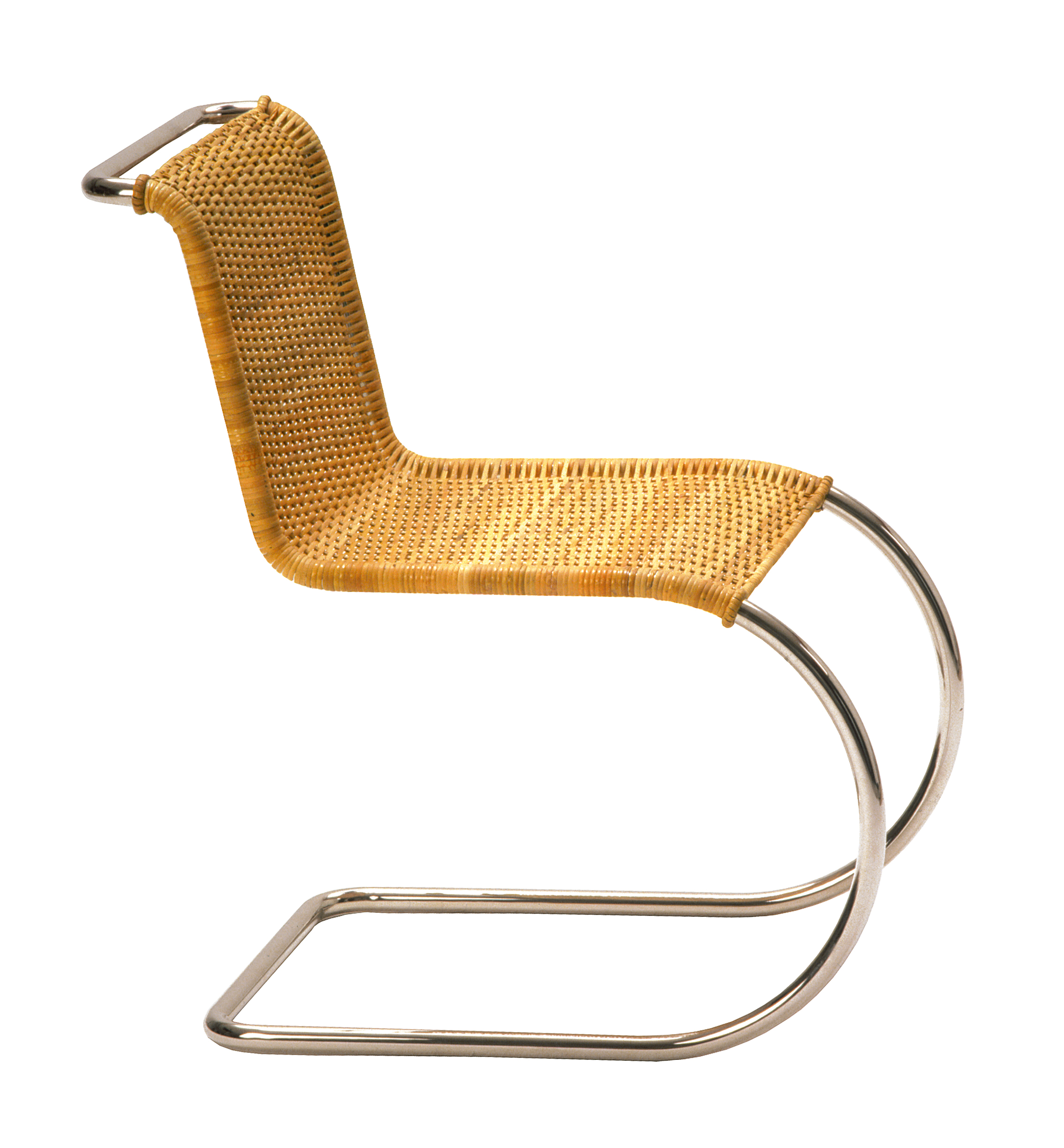
Weißenhof-Stuhl

Der Weißenhof-Stuhl (auch MR 10 bzw. MR 20 genannt) wurde im Jahre 1927 von dem Architekten Ludwig Mies van der Rohe (1886–1969) entworfen. Auf der Weißenhof-Ausstellung im Jahr 1927 wurde dieser erste, federnde Freischwinger gezeigt. Er war gefertigt aus 25 mm Stahlrohr und mit Eisengarngurten oder einem Geflecht von Lilly Reich bezogen.

## Geschichte
Die ersten Entwürfe entstanden unter dem Eindruck des Gasrohrstuhles von Mart Stam, der als erster hinterbeinloser Stuhl der Vorläufer aller Kragstühle oder Freischwinger ist.
Sergius Ruegenberg, damals Mitarbeiter in Mies van der Rohes Büro, beschreibt 1985 die Entstehung des Weißenhof-Stuhles folgendermaßen:

„Mies kam im November 1926 aus Stuttgart zurück und erzählte von Mart Stam und seiner Stuhlidee. Wir hatten ein Zeichenbrett an der Wand, darauf zeichnete Mies den Stam-Stuhl, rechtwinklig, von oben angefangen. Auch die Muffen fügte er hinzu und sagte:
 ‚Häßlich, so was häßliches mit diesen Muffen. Wenn er wenigstens abgerundet hätte – so wäre es schöner‘ und skizzierte einen Bogen. – Nur ein Bogen aus seiner Hand an der Stam-Skizze machte den neuen Stuhl aus.“